# Der Machatschek
Der Machatschek (bürgerlich Franz Joseph Machatschek, geboren im Juli 1974) ist ein österreichischer Liedermacher und Musikkabarettist. Er bezeichnet seine Werke auch als Original Wiener Liederatur, eine Kombination aus Abenteuerroman und Musik mit Wiener Lokalkolorit.

## Werdegang
Machatschek ist gelernter Maurermeister aus Wien-Simmering. Aufgrund von fehlendem kaufmännischem Geschick beendete er 2011  die Fortführung des väterlichen Betriebes. Mit seiner Leidenschaft für das Liedtexten trat er mit Gitarre in Kaffeehäusern, auf Grätzlfesten und in Buchhandlungen auf. Sein Freund und Kompagnon Franz Löchinger (Drummer u. a. für Virginia Ernst und Vanitas) begleitete ihn auf einem Baumit-Kübel und anderen Instrumenten. Der Kübel, der mittlerweile eigens von Baumit für den Machatschek und Franz Löchinger produziert wird, gehört seither wie der Hut und die Sonnenbrille zu den Markenzeichen des Machatschek. 2012 gründete er die „Machatschek Medien Manufaktur“, die Musiklabel und Verlag in sich vereint, und veröffentlichte das erste Buch Leichenschmaus, aus der Feder zweier Unterstützer, die nicht genannt werden wollen. Damit gebar er die Original Wiener Liederatur, welche sich dadurch kennzeichnet, dass die Geschichten von Liedern begleitet werden. 2013 folgten in gleicher Art Gott und die Welt und der AdWEANTskalender. Mirjam Jessa stellte dieses musikalische Novum, das jeden Wiener Gemeindebezirk mit einem Tag des Advent verbindet, in ihren Spielräumen vor. Im selben Jahr wurde die erste eigenständige CD Ans präsentiert.
2014 folgte die CD freie Liebe, die ein gleichnamiges Buch begleitet. Mit zunehmender medialer Präsenz gelangen dem Machatschek erste Auftritte auch auf Wiener Kleinkunstbühnen. Gleichzeitig wurde er 2014/2015 eingeladen, die Filmmusik zu Sommer in Wien zu texten und zu komponieren. Während der Folgejahre widmete sich der Machatschek Liveauftritten in Österreich, Deutschland, der Schweiz und Holland sowie der Vorarbeit zu den beiden CDs Komm gut durchs Jahr 1 und 2, die 2017 und 2018 erschienen. Während dieser Zeit wurden sowohl der ORF als auch Hannes Ringlstetter auf den Machatschek aufmerksam. Ersterer lud ihn zu Auftritten in den Pratersternen, letzterer ins Vereinsheim nach Schwabing ein. Bei diesen Events präsentierte der Machatschek seine größten Hits Gehma Giftler schaun, Osterlied und Waffnstüstand in Wean. Gemeinsam mit Franz Löchinger trat er 2019 als Vorband von Hannes Ringlstetters Fürchtet Euch nicht auf. Seit 2019, dem Erscheinungsjahr der CD Dunkelschwarze Lieder. tourt der Machatschek mit dem gleichnamigen Programm im deutschsprachigen Raum.

### Kooperationen
Nach dem Start seiner Karriere in Österreich, entdeckte Hannes Ringlstetter ihn für Deutschland und interpretierte sein Lied Zeugnis. Der österreichische Schriftsteller und Regisseur Georg Biron singt Machatscheks Geburtstagslied. Han’s Klaffl interpretiert Machatscheks Songs Schulbeginn und die Erntedankballade auf den CDs Komm gut durchs Jahr mit Machatschek 1 und 2.
Für den Dokumentarfilm Sommer in Wien des österreichischen Filmemachers Walter Größbauer schrieb, komponierte und interpretierte Machatschek die Filmmusik. Der sozialkritische Film, ausgehend von der Werkstatt des Instrumentenbauers Bernhard Balas, zeigt ungewöhnliche Menschen und Lebensentwürfe während eines heißen Sommers in Wien. Gemeinsam mit der Wiener Schauspielerin und Sängerin Nadja Maleh nahm der Machatschek die Lieder Sunwendfeia und Weihnachtswalzer auf der CD Komm gut durchs Jahr mit Machatschek 1 auf.

## Veröffentlichungen

### Buch + CD
- Original Wiener Liederatur, Band 1: Leichenschmaus (2012), ISBN 978-3-9503269-2-5.
- Original Wiener Liederatur, Band 2: Gott und die Welt (2013), ISBN 978-3-9503269-1-8.
- Machatscheks AdWEANtskalender (2013), ISBN 978-3-9503269-3-2.
- Original Wiener Liederatur, Band 3: Freie Liebe (2014), ISBN 978-3-9503269-5-6.
- Original Wiener Liederatur, Band 4: Das Gefühl, geliebt zu werden (2019), ISBN 978-3-9503269-9-4.

### Audio-CD
- Ans (2013), ISBN 978-3-503-26949-5.
- Freie Liebe (2014), ISBN 978-3-9503269-6-3.
- Komm gut durchs Jahr mit Machatschek 1 (2017), ISBN 978-3-9503269-8-7.
- Komm gut durchs Jahr mit Machatschek 2 (2018), ISBN 978-3-9504590-0-5.
- Dunkelschwarze Lieder (2019), ISBN 978-3-9504590-1-2.

### Filmmusik
- Sommer in Wien (Regie: Walter Größbauer, 2016), ISBN 978-3-9503269-7-0.

### Programme
- Original Wiener Liederatur (2012)
- Der AdWEANtskalender (2013)
- Sommer in Wien (2015)
- Komm gut durchs Jahr mit Machatschek (2017)
- Dunkelschwarze Lieder (2019)
- Best of Machatschek (2022)